# Rossoszyca
Rossoszyca – wieś w Polsce, położona w województwie łódzkim, w powiecie sieradzkim, w gminie Warta, w odległości 12 km od Sieradza, na skrzyżowaniu dróg wojewódzkich nr: 479 Dąbrówka – Sieradz oraz 710 Łódź – Szadek – Błaszki. 
W latach 1975–1998 wieś administracyjnie należała do województwa sieradzkiego.

## Integralne części wsi
| SIMC    | Nazwa   | Rodzaj    |
| ------- | ------- | --------- |
| 0715791 | Dębina  | część wsi |
| 0715816 | Nowiny  | część wsi |
| 0715822 | Papajka | część wsi |
| 0715839 | Ulesie  | część wsi |

## Historia
Wieś dawniej szlachecka. Pierwsza wzmianka o Rossoszycy pochodzi z 1390 r. Wieś należała wówczas do rycerza Marcina, który był więziony przez Krzyżaków w Toruniu, a po uwolnieniu wrócił do Rossoszycy. Wkrótce wraz z synem Bolkiem i zięciem walczył w składzie chorągwi sieradzkiej pod Grunwaldem, gdzie poległ. W 1579 r. wieś stanowiła własność Jakuba Roszowskiego, Stanisława Wysockiego oraz Doroty Sierakowskiej. W XVIII w. należała do rodu Pstrokońskich. Do 1954 roku istniała gmina Rossoszyca. 

## Zabytki

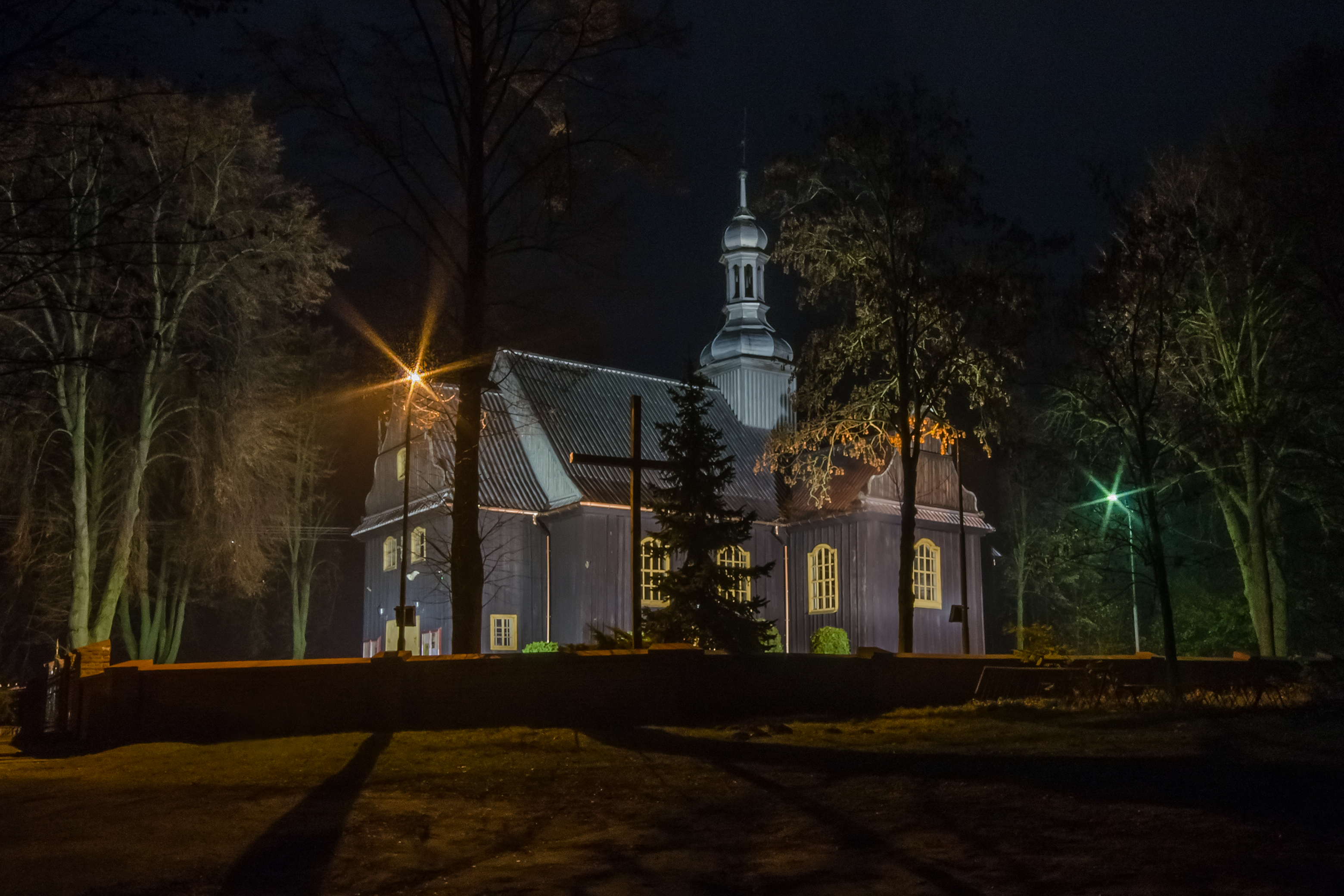
Kościół św. Wawrzyńca

Nad dużym stawem stoi, otoczony okazałymi lipami, kościół św. Wawrzyńca. Pierwotny wzniesiony prawdopodobnie przed 1400 r. przez rycerza Marcina. Następny z 1770 r. ufundowany został przez Bogumiła Pstrokońskiego, chorążego piotrkowskiego, miejscowego dziedzica. Kościół ten 11 lat później spłonął. Obecnie stojący kościół został wzniesiony w 1783 r. staraniem Maksymy z Szembeków Pstrokońskiej, wdowy po Bogumile. Jest zbudowany z modrzewia, konstrukcji zrębowej, oszalowany, kryty w przeszłości gontem obecnie blachą. Ołtarz główny rokokowy z 2 poł. XVIII w., dwa boczne z pocz. XIX w., późnobarokowe. Ambona i organy klasycystyczne, z początku XIX w. Chrzcielnica drewniana z XVIII w. Monstrancja rokokowa z 1782 r. Plebania zbudowana w 1908 r. staraniem ks. Ignacego Pilicha.
Kościół w czasie II wojny światowej był czynny do 6 października 1941 r., kiedy to Niemcy aresztowali księdza Adama Fijałkowskiego i zesłali do Dachau, gdzie zginął 4 maja 1942 r. Niemcy zamienili świątynię na magazyn zboża.
Na cmentarzu zbiorowa mogiła żołnierzy z 10 Dywizji Piechoty Armii „Łódź” i Kresowej Brygady Kawalerii poległych w dniach 3-5 września 1939 r. oraz grobowce Pstrokońskich (na ścianie szczytowej ich herb Gąska), Cieleckich, Nenckich, Bartochowskich. W pobliskich lasach znajdują się obelisk i mogiły pensjonariuszy pobliskiego szpitala psychiatrycznego w Warcie zamordowanych przez Niemców w kwietniu 1940 r.
Według rejestru zabytków Narodowego Instytutu Dziedzictwa na listę zabytków wpisany jest obiekt:
- kościół parafialny pw. św. Wawrzyńca, drewniany, 1783, nr rej.: 839 z 28.12.1967

## Przyroda
We wsi znajduje się ok. 300-letni dąb szypułkowy - pomnik przyrody, o obwodzie 540 cm. Drzewo rośnie przy ulicy Dębowej.

## Kultura

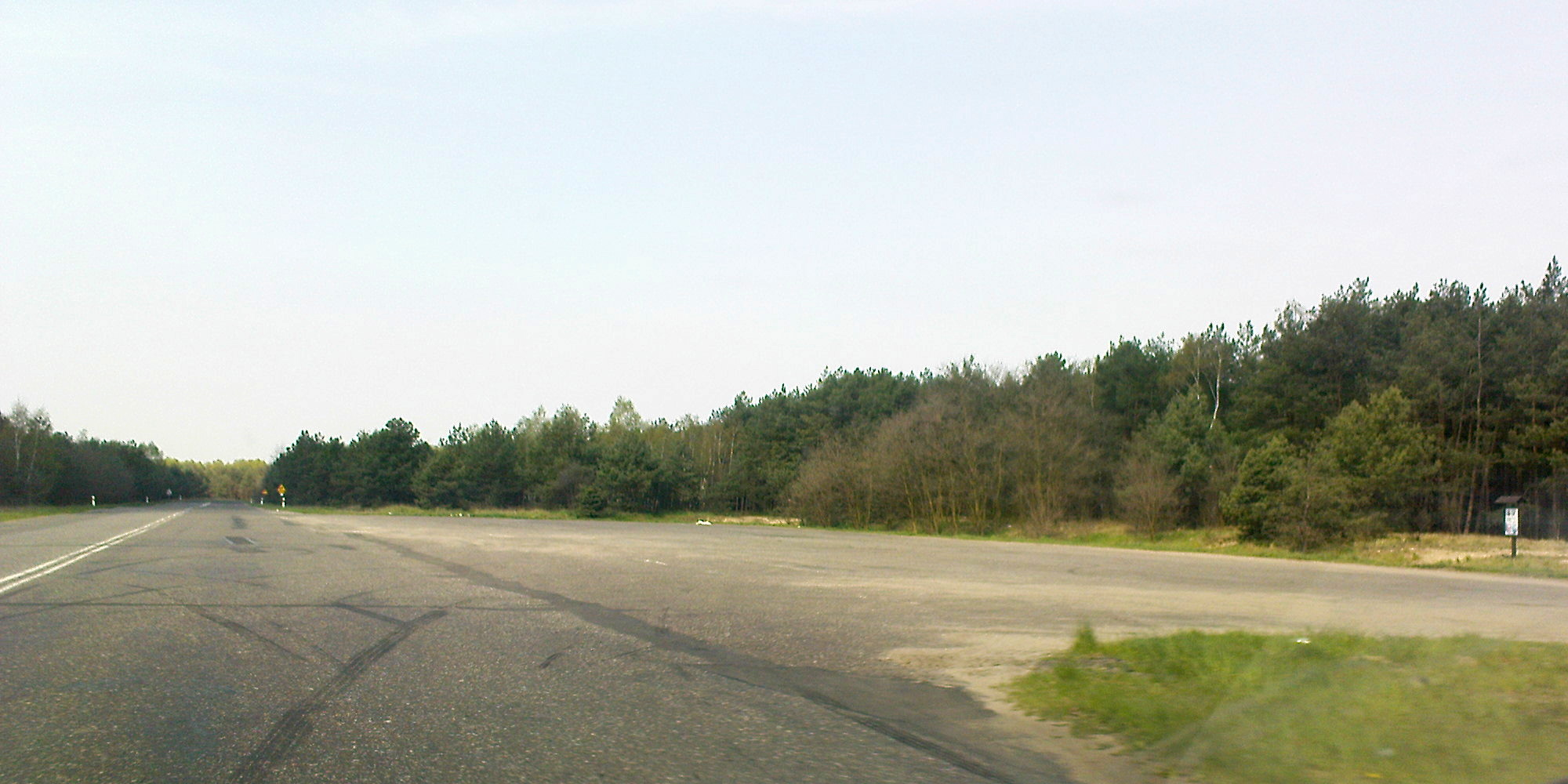
Początek DOL Rossoszyca, widok z kierunku wschodniego, po prawej stojanka

We wsi kręcono polski film wojenny Romans z intruzem z 1984 w reżyserii Waldemara Podgórskiego na podstawie powieści Wacława Bilińskiego pt. Koniec wakacji.
Na cmentarzu parafialnym pochowany został Zdzisław Tobiasz, polski aktor teatralny, telewizyjny, radiowy i filmowy, reżyser teatralny - grał majora Wołczyka w serialu kryminalnym 07 zgłoś się.

## Drogowy odcinek lotniskowy
Na odcinku drogi Rossoszyca – Warta znajdował się drogowy odcinek lotniskowy. 